# جوليان جاكوبس (كرة سلة)
جوليان جاكوبس (بالإنجليزية: Julian Jacobs)‏ مواليد 23 نوفمبر 1994 في لاس فيغاس، هو لاعب كرة سلة أمريكي. بدأ مسيرته الاحترافية في سنة 2016. يلعب مع لوس أنجلوس ديفيندرز في دوري الرابطة الوطنية لفئة التطوير كلاعب هجوم خلفي. يحمل الرقم 5. يبلغ طوله 6 قدم 4 بوصة (1.9 م).

## روابط خارجية
- جوليان جاكوبس على موقع سبورتس رفرنس (الإنجليزية)
- جوليان جاكوبس على موقع كرة السلة الأوروبية.كوم (الإنجليزية)
- جوليان جاكوبس على موقع DraftExpress.com (الإنجليزية)
- جوليان جاكوبس على موقع كلية كرة السلة في سبورتس رفرنس.كوم (الإنجليزية)
- جوليان جاكوبس على موقع ريلجم (الإنجليزية)
- جوليان جاكوبس على موقع بروبوليرز (الإنجليزية)
- جوليان جاكوبس على موقع سبورتس رفرنس (الإنجليزية)